# Lunochod 2

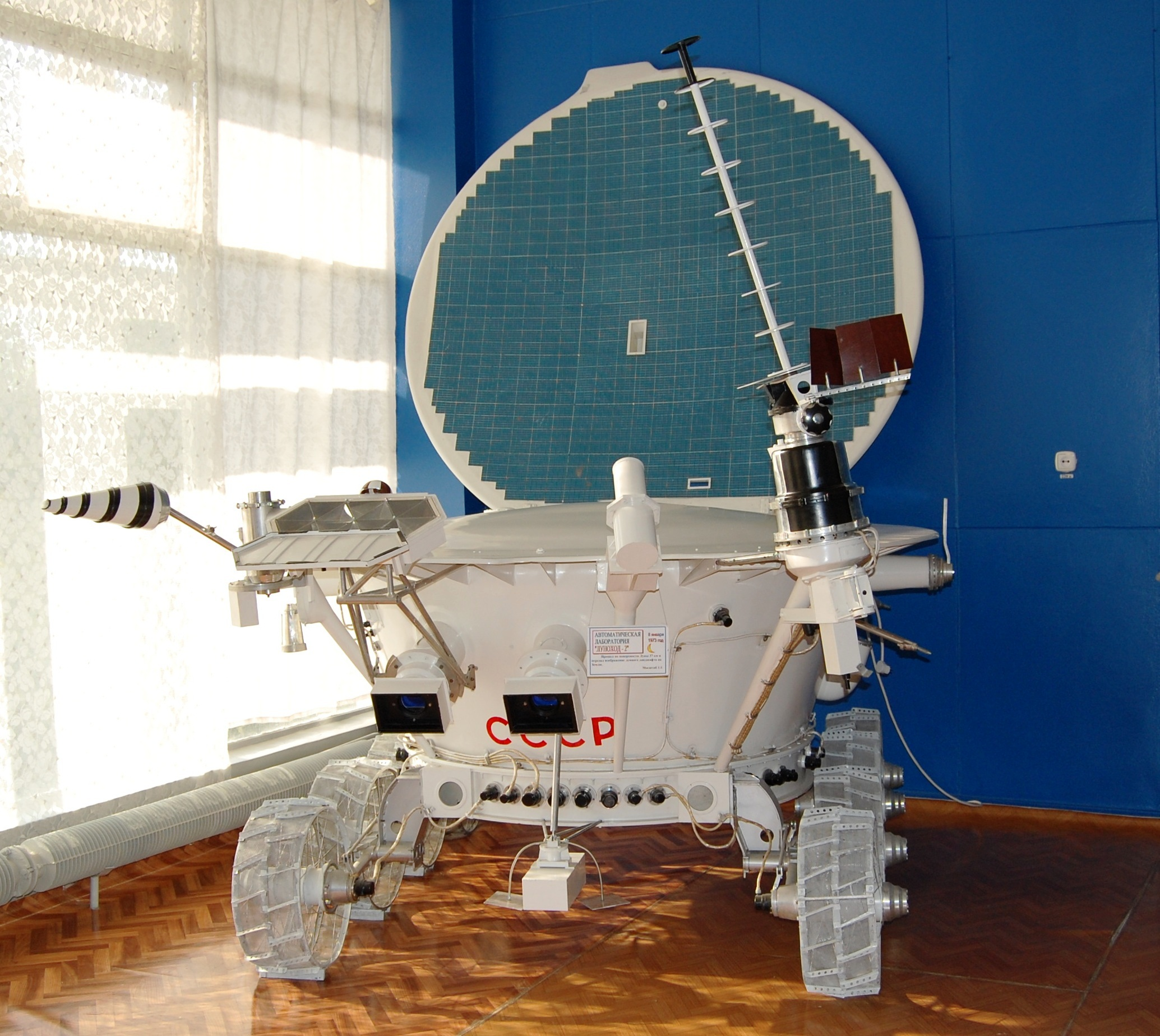
1:1-Modell des Lunochod 2

Lunochod 2 (russisch Луноход ‚Mondgänger‘) war 1973 das zweite sowjetische Mondmobil nach Lunochod 1, das den Erdmond erforschte.
Lunochod wurde von einem fünfköpfigen Team von der Erde aus ferngesteuert (Kommandant, Fahrer, Betriebsingenieur, Navigator, Funker). Zur Erleichterung der Fahrmanöver waren die Lunochods mit einem Kreiselsystem, einem Bodenfühler und einem Neigungsmesser ausgestattet. Bei Lunochod 2 kam eine dritte Frontkamera zur Verbesserung der Manövrierfähigkeit hinzu.

## Missionsablauf
Der Start der Mission war ursprünglich für den Herbst 1972 vorgesehen. Durch Probleme mit dem Kommunikationssystem des Rovers, die durch unsachgemäße Handhabung hervorgerufen wurden, musste der Start verschoben werden. Erneute Tests verkürzten die Lebensdauer des Kommunikationssystems.
Am 8. Januar 1973 wurde Luna 21 mit einer Proton-Trägerrakete in eine Erdumlaufbahn gebracht und startete von dort mit der D-Stufe zum Mond. Am 12. Januar 1973 erreichte Luna 21 eine Mondumlaufbahn in einer Höhe von 90–100 km. Einen Tag später wurde die Bahn auf 16 km abgesenkt, am 15. Januar 1973 wurde das Landemanöver eingeleitet. In einer Höhe von 750 m zündeten die Haupttriebwerke und bremsten die Sonde bis auf eine Höhe von 22 m ab. Anschließend zündeten die Nebentriebwerke und bremsten, bis der Lander 1,5 m Höhe erreicht hatte, dann wurden sie abgeschaltet.
Die Landung erfolgte am Südrand des 55 km breiten Kraters Le Monnier in der Übergangszone vom Mare Serenitatis zum Taurus-Gebirge.
Entscheidend für die Wahl der Landestelle war vor allem eine besonders interessante geologische Formation im Südostteil des Kraters. Hier befindet sich ein langer, geradliniger, tektonischer Grabenbruch der Mondrinde. Er liegt ca. 15 km vom Luna-21-Landepunkt entfernt und erstreckt sich in Nord-Süd-Richtung über eine Länge von 15 bis 16 km. Seine Breite beträgt ca. 300 m, die Tiefe schwankt zwischen 40 und 80 m. Seine Erforschung war Hauptziel der sowjetischen Lunochod-2-Mission.
Das Forschungsprogramm begann am 18. Januar mit Untersuchungen der physikalisch-mechanischen Eigenschaft der obersten Bodenschicht, des sogenannten Regoliths. Lunchod 2 wurde nur während des Mondtags betrieben. In den Mondnächten wurde der Rover in den Ruhezustand versetzt. Während der zweiten Fahrperiode reagierte Lunochod nicht auf ein Stopp-Kommando, als ein Krater im Fahrweg gesichtet wurde. Erst nach mehrmaliger Wiederholung hielt der Rover an. Dies wurde auf ein Problem im Kommunikationssystem zurückgeführt. Am 10. Mai 1973 stieg die Temperatur im Innern des Rovers auf 47 °C, sodass die Missionsleitung einige Systeme abschaltete. Die Kommunikation konnte danach nicht wieder aufgenommen werden.
Obgleich diese Mission nur fünf Monate dauerte, legte dieses mit 840 kg etwas schwerere Lunochod (nach eigenen, wohl unkorrekten, Messungen) über 37 km zurück. Jedoch wurde im Juni 2013 bekanntgegeben, dass durch Aufnahmen des LRO ermittelt wurde, dass die Fahrtstrecke, die von Lunochod 2 zurückgelegt wurde, sogar 42 km betrage. Im Mai 2014 wurde diese Angabe auf 39 km korrigiert. Bis zum 27. Juli 2014 war dies die längste gefahrene Strecke auf einem anderen Himmelskörper. Der neue Rekordhalter wurde Opportunity.

## Ausrüstung
Die wissenschaftliche Ausrüstung enthielt wie die von Lunochod 1 ein Kamerasystem bestehend aus zwei niedrig- und vier hochauflösenden Fernsehkameras, einem Röntgenfluoreszenzspektrometer, einem Penetrometer, einem Strahlendetektor für Protonen, Alpha- und Röntgenstrahlung, einem Strecken- und Geschwindigkeitsmesser sowie in Frankreich gebauten Laserreflektoren auf dem Deckel, die das Vermessen der Erde-Mond-Distanz (Lunar Laser Ranging) ermöglichten. Energie lieferten die Solarzellen im Deckel. Vor dem Auskühlen während der Mondnacht schützte ein Radionuklid-Heizelement, eine kleine Menge Polonium-210, welches mit einer Halbwertszeit von 138 Tagen zerfällt und dabei Wärme abgibt.
Neu war eine weitere TV-Kamera, die an einem Ausleger befestigt war und einen besseren Überblick bot. Der verbesserte Rover Lunochod 2 führte unter anderem Instrumente zur Messung von Röntgen- und UV-Strahlung mit sich, weiterhin ein Astrophotometer, ein Magnetometer an einem Ausleger von 2,5 m Länge, einen Photodetektor sowie einen Laser-Reflektor.

## Ergebnisse
- Übertragung von 86 Panoramabildern von der Mondoberfläche sowie ca. 80.000 TV-Bildern
- Untersuchungen an der Mondoberfläche

## Verbleib des Mondmobils

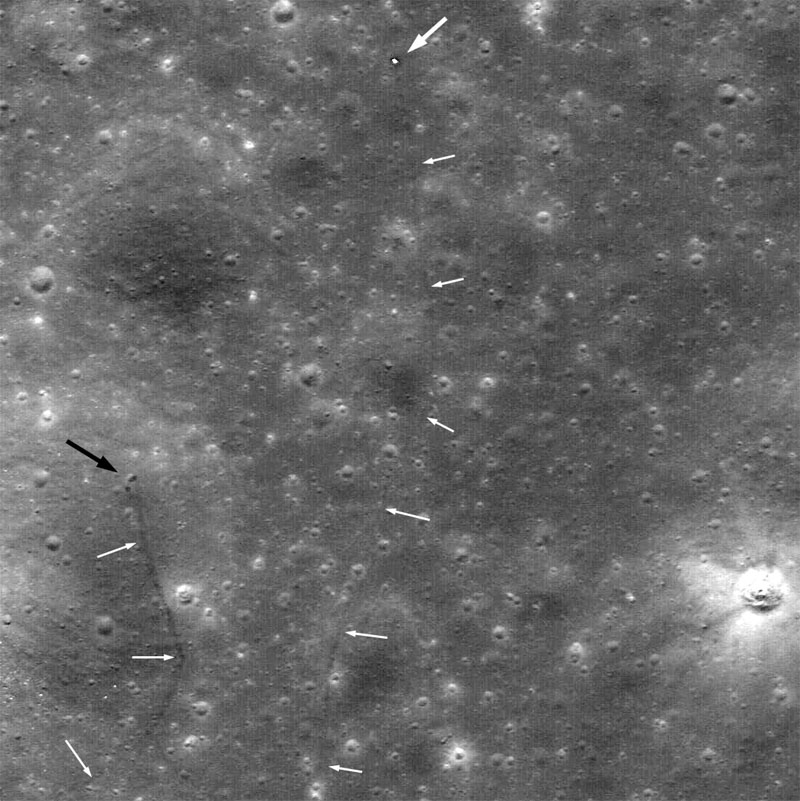
Spur und aktuelle Position des Lunochod 2

Zu Lunochod 2 kann mit Lasern noch immer die Entfernung zur Erde gemessen werden, sodass seine Entfernung mit einer Genauigkeit von weniger als einem Meter bekannt ist. Im März 2010 wurde das Fahrzeug mit seiner Spur auf Aufnahmen des Lunar Reconnaissance Orbiter (LRO) identifiziert. Damit konnten die Koordinaten der Lande- bzw. Parkposition genau bestimmt werden: 26,9232° N, 30,4449° O für Luna 21, 25,8401° N, 30,90191° O für Lunochod 2.

## Technische Daten
| Kenngröße       | Daten                                                                                  |
| --------------- | -------------------------------------------------------------------------------------- |
| Nation          | UdSSR                                                                                  |
| Dauer           | ca. 5 Monate                                                                           |
| Wegstrecke      | ca. 39 km                                                                              |
| Ziele           | Erforschung des Mondes, Betrieb eines Rovers                                           |
| Startdatum      | 8. Januar 1973                                                                         |
| Startplatz      | Baikonur                                                                               |
| Trägerrakete    | Proton (GRAU-Index 8K82K/11S824)                                                       |
| Masse           | 5.567 kg (davon Rover 840 kg)                                                          |
| Rovermaße       | ca. 135 cm hoch, 220 cm lang sowie 160 cm breit                                        |
| Geschwindigkeit | ca. 2–3 km/h                                                                           |
| Bahndaten       | Mondorbit erreicht am 12. Januar 1973, Landung am 15. Januar 1973 im Krater Le Monnier |
| Missionsende    | 10. Mai 1973 (Kommunikationausfall) 4. Juni 1973 (offizielle Bekanntgabe)              |